# Cnemaspis samanalensis
Espèce
Cnemaspis samanalensis est une espèce de geckos de la famille des Gekkonidae.

## Répartition
Cette espèce est endémique du Sri Lanka.

## Description
Cnemaspis samanalensis mesure de 32 à 37 mm, queue non comprise.

## Étymologie
Son nom d'espèce, composé de samanal[a] et du suffixe latin -ensis, « qui vit dans, qui habite », lui a été donné en référence au lieu de sa découverte, Samanala.

## Publication originale
- Mendis Wickramasinghe & Munindradasa, 2007 : Review of the genus Cnemaspis Strauch, 1887 (Sauria: Gekkonidae) in Sri Lanka with the description of five new species. Zootaxa, n. 1490, p. 1–63.